# نویزک
نویزک روستایی از توابع بخش بالاطالقان شهرستان طالقان در استان البرز ایران است.

## جمعیت
این روستا در دهستان جوستان قرار دارد و براساس سرشماری مرکز آمار ایران در سال ۱۳۸۵، جمعیت آن ۳۰۲ نفر (۵۶خانوار) بوده‌است.

## زبان
زبان مادری ساکنین روستای نویزک تاتی است.